# Adem Jashari
Adem Jashari [jašari] (28. listopadu 1955 Gornje Prekaze / Prekaz i Epërm, Srbica, Kosovo – 7. března 1998 tamtéž) byl kosovský Albánec a jeden ze zakladatelů kosovské osvobozenecké armády UÇK. S jugoslávskými ozbrojenými složkami bojoval od počátku 90. let 20. století. Byl zabit při opakovaném útoku jugoslávských sil na jeho dům.
V roce 1991 se Adem Jashari přestěhoval do Albánie, kde začal trénovat s prvními dobrovolníky. Ti se později připojili ke Kosovské osvobozenecké armádě (UÇK). Dne 28. února 1998 vzbouřenecká skupina pod vedením Adema Jashariho zaútočila na srbské policejní hlídky a zabila čtyři policisty, další dva zranila. Jashariho rodina se silami kosovských Srbů bojovala sice během celých 90. let, k velké nelibosti jak jugoslávských politických představitelů, tak i umírněných kosovskoalbánských politiků. První ozbrojený střet mezi Jasharim a jeho spolubojovníky proti silám jugoslávské armády a policie se odehrál ráno 30. prosince 1991. Bylo to v době, kdy Kosovo již vyhlásilo jednostranně nejprve statut republiky (tzv. Kačanickou ústavu a později i nezávislost na SFRJ, kterou však žádný stát neuznal). Dům Jasharů byl obklíčen bezpečnostními složkami, požadujícími vydání Jashariho. Jeho přátelé však obklíčení rozbili. Později se Jashari účastnil několika dalších akcí proti jugoslávské armádě a policii. Byl zabit během třídenní srbské operace proti jeho sídlu dne 7. března 1998, v jejímž průběhu bylo srbskými ozbrojenými složkami zabito dalších až 57 osob, z toho cca 2–3 desítky žen a dětí ve věku pod 16 let.
Kosovští Albánci Jashariho považují za národního hrdinu a tvrdí, že se při útoku zabil sám, aby nepadl nepřátelskou kulkou. Podle Srbů byl Jashari terorista. V současné době nesou jeho jméno četné ulice po celém Kosovu a jsou mu odhalovány sochy. Jmenuje se po něm i hlavní kosovské letiště u Prištiny. Dům rodiny Jashari se stal poutním místem; tzv. Jashari Memorial každoročně navštěvují stovky Albánců.